# العلاقات التشيكية البلجيكية
العلاقات التشيكية البلجيكية هي العلاقات الثنائية التي تجمع بين التشيك وبلجيكا.

## مقارنة بين البلدين
هذه مقارنة عامة ومرجعية للدولتين:
| وجه المقارنة                                              | التشيك                                                                            | بلجيكا                                                                              |
| --------------------------------------------------------- | --------------------------------------------------------------------------------- | ----------------------------------------------------------------------------------- |
| المساحة (كم2)                                             | 78.87 ألف                                                                         | 30.53 ألف                                                                           |
| عدد السكان (نسمة)                                         | 10.52 مليون                                                                       | 11.37 مليون                                                                         |
| الكثافة السكانية (ن./كم²)                                 | 133.38                                                                            | 372.42                                                                              |
| العاصمة                                                   | براغ                                                                              | بروكسل                                                                              |
| اللغة الرسمية                                             | اللغة التشيكية                                                                    | اللغة الهولندية، لغة فرنسية، اللغة الألمانية                                        |
| العملة                                                    | كرونة تشيكية، كرونة تشيكوسلوفاكية                                                 | يورو، فرنك بلجيكي                                                                   |
| الناتج المحلي الإجمالي (بليون دولار)                      | 215.73 مليار                                                                      | 492.68 مليار                                                                        |
| الناتج المحلي الإجمالي (تعادل القوة الشرائية) بليون دولار | 356.15 مليار                                                                      | 514.74 مليار                                                                        |
| الناتج المحلي الإجمالي الاسمي للفرد دولار أمريكي          | 17.55 ألف                                                                         | 40.32 ألف                                                                           |
| الناتج المحلي الإجمالي للفرد دولار أمريكي                 | 31.19 ألف                                                                         | 43.44 ألف                                                                           |
| مؤشر التنمية البشرية                                      | 0.878                                                                             | 0.890                                                                               |
| رمز المكالمات الدولي                                      | +420                                                                              | +32                                                                                 |
| رمز الإنترنت                                              | .cz                                                                               | .be                                                                                 |
| المنطقة الزمنية                                           | ت ع م+01:00، ت ع م+02:00، توقيت وسط أوروبا، توقيت وسط أوروبا الصيفي، أوروبا/براغ ‏ | توقيت وسط أوروبا، ت ع م+01:00، ت ع م+02:00، توقيت وسط أوروبا الصيفي، أوروبا/بروكسل ‏ |

## مدن متوأمة
في ما يلي قائمة باتفاقيات التوأمة بين مدن تشيكية وبلجيكية:
- ترتبط Rýmařov [الإنجليزية]‏ مع Beloeil, Belgium [الإنجليزية]‏ باتفاقية توأمة.
- ترتبط باردوبيتسه مع Waregem [الإنجليزية]‏ باتفاقية توأمة منذ 1 أبريل 1968.[16][17][18][19]
- ترتبط براغ مع بروكسل باتفاقية توأمة منذ 1967.
- ترتبط يابلونتس ناد نيسو مع رنز باتفاقية توأمة منذ 1993.
- ترتبط سوشيتسا مع هوفاليز باتفاقية توأمة.
- ترتبط جديار ناد سازافو مع Flobecq [الإنجليزية]‏ باتفاقية توأمة.
- ترتبط زلين مع Izegem [الإنجليزية]‏ باتفاقية توأمة.
- ترتبط تابور مع سينت نيكلاس باتفاقية توأمة.

## منظمات دولية مشتركة
يشترك البلدان في عضوية مجموعة من المنظمات الدولية، منها:
| علم المنظمة | اسم المنظمة                               | تاريخ انضمام التشيك | تاريخ انضمام بلجيكا |
| ----------- | ----------------------------------------- | ------------------- | ------------------- |
|             | اتفاقية السماوات المفتوحة                 | ?                   | ?                   |
|             | الوكالة الدولية للطاقة                    | ?                   | ?                   |
|             | منظمة التجارة العالمية                    | ?                   | ?                   |
|             | الأمم المتحدة                             | 19 يناير 1993       | 27 ديسمبر 1945      |
|             | حلف شمال الأطلسي                          | 12 مارس 1999        | 4 أبريل 1949        |
|             | الاتحاد الدولي للاتصالات                  | 1993                | 1866                |
|             | منظمة التعاون الاقتصادي والتنمية          | ?                   | ?                   |
|             | وكالة الفضاء الأوروبية                    | ?                   | ?                   |
|             | مجلس أوروبا                               | ?                   | ?                   |
|             | المرصد الأوروبي الجنوبي                   | 2007                | 1962                |
|             | المنظمة الأوروبية لسلامة الملاحة الجوية   | 1996                | 1960                |
|             | الاتحاد الأوروبي                          | 1 مايو 2004         | 25 مارس 1957        |
|             | الاتحاد البريدي العالمي                   | ?                   | ?                   |
|             | يونسكو                                    | 22 فبراير 1993      | 29 نوفمبر 1946      |
|             | مؤسسة التنمية الدولية                     | 1993                | 2 يوليو 1964        |
|             | منظمة حظر الأسلحة الكيميائية              | ?                   | ?                   |
|             | نظام تحكم تكنولوجيا القذائف               | 1998                | 1990                |
|             | وكالة ضمان الاستثمار متعدد الأطراف        | 1993                | 18 سبتمبر 1992      |
|             | منظمة الشرطة الجنائية الدولية             | ?                   | ?                   |
|             | مؤسسة التمويل الدولية                     | 1993                | 27 ديسمبر 1956      |
|             | البنك الدولي للإنشاء والتعمير             | 1993                | 27 ديسمبر 1945      |
|             | الفريق المعني برصد الأرض                  | ?                   | ?                   |
|             | مجموعة الموردين النوويين                  | ?                   | ?                   |
|             | مجموعة أستراليا                           | 1994                | 1985                |
|             | مركز تنسيق الحركة في أوروبا ‏              | ?                   | ?                   |
|             | منظمة الأمن والتعاون في أوروبا            | 1993                | 25 يونيو 1973       |
|             | المركز الدولي لتسوية المنازعات الاستشارية | 22 أبريل 1993       | 26 سبتمبر 1970      |

## وصلات خارجية
- موقع وزارة الخارجية التشيكية
- موقع وزارة الخارجية البلجيكية